# Хубавата Елена
Елена (на гръцки: Ελένη), по известна като Хубавата Елена (на гръцки: Ωραία Ελένη), е дъщеря на Зевс и Леда и съпруга на Меналай, царя на Спарта. Сестра е на Кастор и Полидевк и на Клитемнестра. Нейното бягство с Парис, според легендите, станало причина за Троянската война.

## Животът на Елена

### Раждане
Според един мит Леда родила Елена и Полидевк, деца на Зевс, докато по същото време износвала Кастор и Клитемнестра, деца на съпруга ѝ Тиндарей, царя на Спарта. Според легендата Зевс приел образа на лебед и преспал с Леда в същата нощ, когато заченала и децата си от Тиндарей. Според други версии Елена е дъщеря на Немезида.

### Сватбата с Менелай
Двама атиняни, Тезей и Пиритой решили да изберат за свои жени, дъщери на Зевс. Тезей избрал Елена. Двамата в Пиритой я отвлекли и решили да я държат като пленница докато стане на години за женене. Пиритой избрал за себе си Персефона, съпругата на Хадес. Оставили Елена при майката на Тезей, Етра и тръгнали към подземното царство, за да отвлекат и Персефона. Хадес се престорил на гостоприемен и организирал празник в тяхна чест. Скоро след като седнали змии се увили около краката им и ги задържали там. Елена била освободена от братята си, Кастор и Полидевк и върната в Спарта.
Слухът за красотата на Елена се разнесъл и когато станало време да се задоми, много царе и принцове от целия свят дошли да искат ръката ѝ и пратили пратеници. Сред претендентите били Одисей, Филоктет, Менестей, Аякс, Патрокъл, Менелай и Идоменей. Всички освен Одисей донесли много подаръци.
Тиндарей се боял да даде ръката на дъщеря си на когото и да било от претендентите, за да не разсърди останалите и да не предизвика вражда към себе си. Затова по съвет на Одисей всички се заклели, че ще почетат избора ѝ. След това Елена избрала Менелай, вероятно не без влияние на по-големия му брат Агамемнон, женен за сестра ѝ Клитемнестра. От брака на Менелай и Елена се родила Хермиона.

### Прелъстяването на Елена от Парис
След известно време, изпълнявайки обещанието което дала на Парис, Афродита изпратила Парис в дома на Менелай. Според най-разпространената версия Елена се увлякла по него и възползвайки се от отсъствието на съпруга си, избягала с него в Троя, отнасяйки със себе си много съкровища и роби.
Според друга версия, тръгваща още от Хезиод, но по-подробно разработена през 6 век пр.н.е. от Стезихор, Зевс или Хера подменили Елена с призрак, заради които и започнала Троянската война. Самата Елена била пренесена в Египет, където живяла под защитата на Протей, дочаквайки връщането на Менелай от Троянската война. Този сюжет е разработен в трагедията на Еврипид „Елена“.

### Падането на Троя
По-късно, по време на Троянската война, Парис е убит от Филоктет. След смъртта на Парис неговият брат Деифоб се жени за Елена, но после е убит от Менелай.
Менелай искал лично да убие невярната си съпруга, но когато вдигнал меч да го стори, красотата ѝ го обезоръжила и той се отказал от намерението си. Вместо това я повел на сигурно място към гръцките кораби.

### Съдба
След войната Елена се върнала в Спарта и живяла известно време с Менелай.
За последващата съдба на Елена има също няколко версии. Според Омир тя и Менелай се помиряват и водят хармоничен семеен живот, като той не изпитва злоба към жена си, че е избягала с любовник, а тя се въздържа да разказва истории от живота си в обсадената Троя (книга 4 на Одисея).
Според друга версия, използвана от Еврипид в пиесата му Орест, Аполон спасява Елена от Орест и я отвежда на планината Олимп почти веднага след завръщането на Менелай. Любопитна теория разказа географът Павзаний, според когото Елена споделя отвъдния живот с Ахил. Според друга версия след смъртта на Менелай Елена била изгонена от сина му Мегапет и избягала на остров Родос или в Таврида.
В трагедията на Еврипид Троянки Елена е отбягвана от оцелелите във войната жени и трябва да бъде върната в Гърция, за да бъде осъдена на смърт. Тази версия е в противоречие с две от другите трагедии на Еврипид Електра, чието действие предшества Троянки, и Елена, според които Елена е била в Египет по време на събитията от Троянската война.

## Култ
Елена е почитана с култове героиня. Известни са нейни светилища в Пелопонес, описани от Павзаний. В едно от тях е почитано свещено яйце, окачено от тавана на светилището с панделки.

## Художествено представяне
Още от Античността изобразяването на Елена е предизвикателство за артистите. Историята на художника Зевксис разисква точно този въпрос: как един художник би увековечил идеалната красота? В крайна сметка той избира най-добрите черти от пет девойки. Древният свят започва да рисува картината на Елена или да я изобразява върху камък, глина и бронз още от 7 век пр.н.е.
Елена често е изобразявана на атинските вази, бягайки от заплашителния Менелай. Това обаче не е така в лаконското изкуство: на архаична стела, изобразяваща възстановяването на Елена след падането на Троя, Менелай е въоръжен с меч, но Елена смело се изправя срещу него, гледайки право в очите му; и в други произведения на пелопонеското изкуство Елена е показана да носи венец, докато Менелай държи меча си изправен вертикално (за сравнение върху атинските вази от ок. 550 – 470, Менелай заплашително насочва меча си към нея).
Отвличането от Парис е друг популярен мотив в древногръцкото грънчарство. В известно представяне на атинския вазописец Макрон, Елена следва Парис като булка, следваща младоженеца, като Парис я държи за китката.
В ренесансовата живопис заминаването на Елена от Спарта обикновено се изобразява като сцена на отвличане (изнасилване) от Парис. Това обаче не е така с някои светски средновековни илюстрации. Художниците от 1460-те и 1470-те са повлияни от Historia destructionis Troiae на Гуидо деле Колон, където отвличането на Елена е изобразено като сцена на съблазняване. Във Florentine Picture Chronicle Парис и Елена са показани как си тръгват ръка за ръка, а във френско-фламандски гоблен от този период е изобразен бракът им.
В Доктор Фауст на Кристофър Марлоу (1604 г.), както и във Фауст на Гьоте Фауст призовава сянката на Елена.
В пиесата на Уилям Шекспир Троил и Кресида Елена е второстепенна героиня, влюбена в Троил.
В изкуството на прерафаелитите Елена често е изобразявана с блестяща къдрава коса. Други художници от същия период я изобразяват върху крепостните стени на Троя и се фокусират върху нейното изражение: лицето ѝ е безизразно, празно, непроницаемо.

## В популярната култура
Елена често се появява в атинските комедии от V век пр.н.е. като карикатура на Аспазия, любовницата на Перикъл. В елинистическата епоха тя е свързвана с луната поради сходството на името ѝ с гръцката дума за луна и наименованието на богинята на Луната Σελήνη (Селена). Един питагорейски източник твърди, че Елена произхожда от колония на Луната, където хората били по-високи, по-силни и „петнадесет пъти“ по-красиви от обикновените простосмъртни. Тя е една от троянките в трагедията Троянки, създадена през 415 г. пр. н. е. от гръцкия драматург Еврипид.
Дион Хрисостом оправдава Елена от вината за Троянската война, представяйки Парис като нейният първи съпруг и твърдейки, че гърците са започнали войната от ревност. Вергилий, в своята Енеида, твърди, че Еней е този, който пощадява живота на Елена, а не Менелай.
В ранното средновековие, след възхода на християнството, Елена е разглеждана като езически еквивалент на Ева от Битие. Елена била толкова обичана от ранносредновековните християни, че дори са ѝ приписвани някои от ролите на Дева Мария.
Елена се появява в различни версии на мита за Фауст, включително в пиесата на Кристофър Марлоу от 1604 г. Трагичната история за живота и смъртта на доктор Фауст и в едноименната трагедия на Йохан Волфганг фон Гьоте. Последният превръща срещата на Елена и Фауст в сложна алегория за сблъсъка между класическия идеален свят и модерния свят.
През 1803 г. френският зоолог Франсоа Мари Доден кръщава на Елена от Троя открития от него нов вид красиво оцветена дребна змия – Coelognathus helena.
Елена е героиня в оперетата La belle Hélène от Жак Офенбах от 1864 г. Елена от Троя е второстепенна героиня в операта Мефистофел от Ариго Бойто, която прави своята премиера в Милано през 1868 г.
През 1881 г. Оскар Уайлд публикува стихотворение, озаглавено „Новата Елена“, в което обявява приятелката си Лили Лангтри за преродената Елена от Троя. Уайлд изобразява тази нова Елена като антитеза на Дева Мария, но ѝ приписва черти от характера на самия Иисус Христос. Антологията Тъмната кула на К. С. Луис включва фрагмент, озаглавен След десет години. В Египет след Троянската война на Менелай е позволено да избира между истинската, разочароваща Елена и идеалната Елена, призована от египетски магьосници.
Елена от Троя е второстепенен герой в операта Мефистофел от Ариго Бойто, чиято премиера е в Милано през 1868 г.
Английската прерафаелитска художничка Евелин де Морган изобразява сексуално напористата Елена в своята картина от 1898 г. „Елена от Троя“. Салвадор Дали от дете е обсебен от Елена и възприема съпругата си Гала Дали и сюрреалистичния персонаж Градива като нейни превъплъщения. Той посвещава автобиографията си „Дневник на един гений“ на „моя гений Гала Градива, Елена от Троя, Света Елена, Гала Галатея Пласида“.
Малката планета 101 Елена, открита от Джеймс Крейг Уотсън през 1868 г., е кръстена на Елена от Троя.
През 1928 г. Рихард Щраус пише операта Die ägyptische Helena („Египетската Елена“), която разказва за проблемите на Елена и Менелай, когато са оставени на митичен остров.
Шведският филм Sköna Helena от 1951 г. е адаптирана версия на оперетата на Офенбах, с участието на Макс Хансен и Ева Далбек. През 1956 г. излиза френско-британски епос, озаглавен „Елена от Троя“, режисиран от носител на Оскар режисьор Робърт Уайз и с участието на италианската актриса Росана Подеста в главната роля. Той е заснет в Италия и в него участват добре известни британски актьори като Хари Андрюс, Седрик Хардуик и Торин Тачър в поддържащи роли.
Филмът „Троянки“ от 1971 г. е адаптация на пиесата на Еврипид, в която Ирини Папа играе тъмнокосата Елена от Троя.
В анимационния телевизионен сериал „Херкулес“ от 1998 г. Елена има поддържаща роля като ученичка в Академията на Прометей. Тя е най-популярното момиче в академията и приятелката на Адонис. Както в оригиналния мит, Елена е принцеса, но в сериала не е полусестра на Херкулес. Ролята е озвучена от Джоди Бенсън .
В телевизионна екранизация от 2003 г. на живота на Елена до падането на Троя, „Елена от Троя“, ролята се играе от Сиена Гилъри. В тази версия Елена е нещастна в брака си и доброволно бяга с Парис, в когото се е влюбила, но все пак се връща при Менелай, след като Парис умира и Троя пада. Във филма от 2004 г. Троя ролята на Елена се играе от Диане Крюгер. В тази адаптация, както и в телевизионната версия от 2003 г., тя е нещастно омъжена за Менелай и доброволно го напуска с Парис, когото обича. Въпреки това, в тази версия тя не се връща в Спарта с Менелай (който е убит от Хектор), а избягва от Троя с Парис и други оцелели, когато градът пада. Пиесата на Джейкъб М. Апел от 2008 г., Елена от Спарта, преразказва Омировата Илиада от гледната точка на Елена.
В телевизионния минисериал от 2018 г. Троя: падането на един град Елена е изиграна от Бела Дейн.